# Parailia occidentalis
Parailia occidentalis és una espècie de peix de la família dels esquilbèids i de l'ordre dels siluriformes que es troba a Àfrica: des de la conca del riu Ogowe (Gabon) fins a les conques dels rius Kouilou, Chiloango, Congo, Luculla i Quanza a Angola.
És ovípar i els ous no són protegits.
És un peix d'aigua dolça i de clima tropical.
Els mascles poden assolir 8,5 cm de longitud total.